# AeroVironment Solar Challenger
Il Solar Challenger era un aereo sperimentale monomotore ad ala alta, progettato dall'ingegnere Paul MacCready e costruito dall'azienda statunitense AeroVironment nei primi anni ottanta. La sua peculiarità era nell'adottare come fonte primaria l'energia elettrica solare prodotta da una serie di pannelli solari posti sulle superfici del velivolo per alimentare direttamente due motori elettrici.
Il Solar Challenger fu il primo velivolo ad adottare una simile soluzione tecnica ad aver effettuato un volo su lunga distanza. Nel 1981, completò con successo un volo dimostrativo percorrendo il tratto di 262 km (163 mi) che separavano il decollo in territorio francese e raggiungendo, attraversando il canale della Manica, l'Inghilterra.

## Storia

### Sviluppo
Il Solar Challenger venne sviluppato sulla base di un progetto esistente, il Gossamer Penguin, la versione solare di un altro velivolo sperimentale propulso ed energia umana, tramite dei pedali, il Gossamer Albatross. Paul MacCready, il suo progettista, era il proprietario di una azienda di costruzioni aeronautiche orientata all'ambiente ed inseguì l'idea di utilizzare delle celle fotovoltaiche come unica fonte di energia del velivolo. Come con il Gossamer Penguin, la realizzazione venne sponsorizzata da DuPont, la quale veniva ricompensata dalla pubblicità sui brevetti utilizzati per la sua costruzione.
Le celle fotovoltaiche vennero posizionate sulla superficie superiore dell'ala e degli stabilizzatori del prototipo e collegati ad una batteria di supporto quindi ai motori elettrici che, progettati da Robert Boucher, vennero forniti dall'azienda AstroFlight, Inc. specializzata in produzione di accessori per l'aeromodellismo dinamico.
I primi voli si svolsero tra la fine del 1980 ed i primi mesi del 1981, ai comandi del quale si alternarono diversi piloti tra cui Janice Brown, già pilota ufficiale dei precedenti progetti, staccandosi dagli aeroporti di Santa Susana, Shafter, ed El Mirage, in California, prima di trasferirsi definitivamente al Marana Airpark a nord-ovest di Tucson, in Arizona. Durante questo periodo venne tolta la batteria, l'eliminazione della quale comportava anche un risparmio sul peso a vuoto del velivolo, collegando direttamente le celle ai motori, e costatandone la fattibilità risultò essere la soluzione finale definitivamente adottata.
Il 7 luglio 1981, ai comandi di Stephen Ptacek, venne portato in volo dall'aviosuperficie di Corneille-en-Verin, a nord di Parigi, percorrendo 262 km (163 mi) fino ad atterrare, attraversando il canale della Manica, nella base aerea RAF di Manston Maston, nel Kent, in Inghilterra.

## Descrizione tecnica
Il Solar Challenger è stato progettato per essere maggiormente robusto, più potente e maneggevole del precedente Gossamer Penguin in modo da essere in grado di sostenere un volo ad una normale quota d'esercizio e sopportare le eventuali turbolenze possibili durante il volo. Rispetto al Gossamer Penguin, il Solar Challenger risultava tre volte più pesante (senza pilota), era dotato di una minore apertura alare ma era proporzionalmente più potente grazie alle 16 128 celle solari che fornivano energia ai due motori elettrici da 2,2 kW (3 hp) ciascuno.
I pannelli solari sono stati applicati direttamente sull'ala e sull'unico grande stabilizzatore, posizionato sopra la trave di coda, che era stato realizzato piatto per poterli sostenere. I due motori uniti a tandem, ognuno della larghezza di 3 in e 17 in di lunghezza e che incorporavano magneti permanenti al cobalto e samario, erano collegati ad un albero che portava il moto ad un'elica a passo variabile.
La struttura incorporava numerosi materiali sintetici dotati di alto carico di rottura, tra cui Kevlar, Nomex, Delrin, Teflon, e Mylar, tutte fornite dallo sponsor del progetto, la DuPont.